# Кувертоирад
Кувертоирад (фр. Couvertoirade) насеље је и општина у јужној Француској у региону Миди Пирене, у департману Аверон која припада префектури Мијо.
По подацима из 2011. године у општини је живело 176 становника, а густина насељености је износила 2,84 становника/km². Општина се простире на површини од 61,91 km². Налази се на средњој надморској висини од 800 метара (максималној 900 m, а минималној 640 m).

## Демографија
| 1962. | 1968. | 1975. | 1982. | 1990. | 1999. | 2011. |
| ----- | ----- | ----- | ----- | ----- | ----- | ----- |
| 98    | 120   | 107   | 134   | 148   | 153   | 176   |

График промене броја становника у току последњих година